# Механічна енергія
Механі́чна ене́ргія — енергія, яку фізичне тіло має завдяки рухові чи перебуванні в полі потенціальних сил.
Механічна енергія дорівнює сумі кінетичної та потенційної.
Поняття механічної енергії макроскопічного тіла не охоплює енергію руху атомів, із яких воно складається.
Вимірюється в системі SI в джоулях.

## Види механічної енергії
- Кінетична енергія — стосується тіл, що знаходяться в русі: поступальному і обертальному.
- Потенційна енергія — пов'язана з впливом полів потенційних (наприклад, гравітаційних) сил та пружними деформаціями тіла.